# Polymera (Polymera) furiosa
Polymera (Polymera) furiosa is een tweevleugelige uit de familie steltmuggen (Limoniidae). De soort komt voor in het Oriëntaals gebied.